# Le Coucou
Pour les articles homonymes, voir coucou (homonymie).
Pour plus de détails, voir Fiche technique et Distribution.
Le Coucou (Il lupo e l'agnello) est un film italo-français réalisé par Francesco Massaro, sorti en 1980.

## Synopsis
Léon est coiffeur pour dames dans un salon romain tenu par sa belle-mère. Son prestige français, son autorité et ses compétences ne dépassent pourtant pas le seuil de la boutique. Dès qu'il rentre chez lui, Léon est en effet victime des constantes récriminations de sa famille.
Son épouse, Ivana, ses deux filles, Ursula et Suni, et sa belle-mère, Fanny, le traitent comme le chien de la maison. Dans cet univers de femmes, Léon dépérit.
C'est alors qu'un malfaiteur, recherché par toutes les polices à la suite d'un braquage sanglant, trouve refuge chez Léon et s'y installe, sous la menace d'un revolver. Les réprimandes et vexations contre Léon cessent aussitôt, le gangster, surnommé « Coucou », ne supportant pas qu'un homme soit traité de la sorte. À partir de ce moment Léon se redresse et parvient à maîtriser Coucou, avant de conclure avec lui un marché, apitoyé par le récit de sa vie.

## Fiche technique
Sauf indication contraire, les informations mentionnées dans cette section peuvent être confirmées par la base de données cinématographiques Unifrance,  présente dans la section « Liens externes ».
- Titre français : Le Coucou
- Titre original : Il lupo e l'agnello
- Réalisation : Francesco Massaro
- Dialogues : Mario Amendola, Bruno Corbucci, Francesco Massaro, Michel Audiard et Enrico Vanzina
- Musique : Giancarlo Chiaramello
- Photographie : Armando Nannuzzi
- Montage : Amedeo Salfa
- Production : Aurelio De Laurentiis & Luigi De Laurentiis
- Sociétés de production : Filmauro & S.N. Prodis
- Pays de production :  Italie,  France
- Langue de tournage : Italien
- Format : Couleur - Mono
- Genre : Comédie
- Durée : 95 min
- Date de sortie : 
  - Italie : 8 mars 1980
  - France : 12 novembre 1980

## Distribution
- Michel Serrault : Léon
- Tomas Milian (VF : Alain Dorval) : Le Coucou
- Ombretta Colli : Ivana
- Laura Adani : Fanny
- Cariddi McKinnon Nardulli : Suni
- Gloria Bozzola : Ursula
- Giuliana Calandra : La Signora De Luca
- Luciano Bonanni (VF : Francis Lax) : La Tripe
- Giacomo Furia (VF : William Sabatier) : Le commissaire de police
- Daniele Vargas (VF : Jacques Berthier) : Le colonel De Luca
- Patrizia Webley : Sonia la Polonaise
- Enrico Luzi (en) : L'homme qui promène ses chiens
- Ennio Antonelli : Le Cabochard
- Giancarlo Marinangeli : Fonzie
- Eolo Capritti : 1er vigile de nuit
- Massimo Sarchielli : 2nd vigile de nuit
- Vinicio Diamanti :  Amédée de Neuilly